# Остин Пауърс в Златния член
„Остин Пауърс в Златния член“ (на английски: Austin Powers in Goldmember) е американска комедия от 2002 г. и третият филм от поредицата „Остин Пауърс“.
Режисириан е от Джей Роуч, а сценаристи са Майк Майърс и Майкъл Маккълърс. Майърс изпълнява ролите на Остин Пауърс, д-р Зло, Златния член и Дебелото копеле. В тази част певицата Бионсе Ноулс прави своя филмов дебют.